# Puchar CEV siatkarek (1989/1990)
Puchar CEV siatkarek 1989/1990 – 10. sezon turnieju rozgrywanego od 1980 roku, organizowanego przez Europejską Konfederację Piłki Siatkowej (CEV) w ramach europejskich pucharów dla żeńskich klubowych zespołów siatkarskich "starego kontynentu".

## Drużyny uczestniczące
- Alba Volan Szekesfehervar
- KFUM Skellefteå VBK
- BTV Lucerna
- Antonius Herentals
- Sport Lizbona e Benfica
- Rapid Bukareszt
- CSM Clamart
- Akademik Sofia
- VCG Guntramsdorf
- Radnički Belgrad
- Crvena zvezda Belgrad
- Orbita Zaporoże
- Emlakbank Ankara
- SV Wüstenrot Salzburg
- Longa '59 Lichtenvoorde
- Espanol Barcelona
- Geneve Elite
- Bayern Lohhof
- Eger SE
- Edilfornacial San Lazarro
- Universitatea Craiova
- Olympiakos Nikozja
- Akademik Warna
- La Nausicaa Reggio Calabria
- Hapoel Emek Israil
- Slavia Praga
- Korvado Kortrijk
- 1. VC Schwerte
- Zaon Kifissia Ateny
- Sollentuna Volley
- ŁKS Łódź
- Stade Francais Paris
- Boavista Porto
- TSC Berlin
- Panathinaikos Ateny
- Güneş Sigorta Ankara
- Afelsa Seur Tenerife

## Rozgrywki

### Runda wstępna
| Data       | Drużyna 1                 | Wynik | Drużyna 2           | Sety             |
| ---------- | ------------------------- | ----- | ------------------- | ---------------- |
| 07.10.1989 | Alba Volan Szekesfehervar | 3:0   | KFUM Skellefteå VBK |                  |
| 14.10.1989 | Alba Volan Szekesfehervar | 3:0   | KFUM Skellefteå VBK |                  |
| 07.10.1989 | BTV Lucerna               | 0:3   | Antonius Herentals  |                  |
| 14.10.1989 | BTV Lucerna               | 0:3   | Antonius Herentals  |                  |
| 10.10.1989 | Sport Lizbona e Benfica   | 0:3   | Rapid Bukareszt     |                  |
| 14.10.1989 | Sport Lizbona e Benfica   | 0:3   | Rapid Bukareszt     |                  |
| 07.10.1989 | CSM Clamart               | 0:3   | Akademik Sofia      |                  |
| 14.10.1989 | CSM Clamart               | 0:3   | Akademik Sofia      | 3:15, 9:15, 8:15 |
| 06.10.1989 | VCG Guntramsdorf          | 1:3   | Radnički Belgrad    |                  |
| 07.10.1989 | VCG Guntramsdorf          | 0:3   | Radnički Belgrad    |                  |

### 1/16 finału
| Data       | Drużyna 1               | Wynik | Drużyna 2                 | Sety                            |
| ---------- | ----------------------- | ----- | ------------------------- | ------------------------------- |
|            | Crvena Zvezda Belgrad   |       | Orbita Zaporoże           |                                 |
|            | Crvena Zvezda Belgrad   |       | Orbita Zaporoże           |                                 |
| 11.11.1989 | Emlakbank Ankara        | 3:2   | SV Wüstenrot Salzburg     |                                 |
| 12.11.1989 | Emlakbank Ankara        | 3:0   | SV Wüstenrot Salzburg     | 15:4, 16:14, 15:7               |
| 05.11.1989 | Longa '59 Lichtenvoorde | 3:0   | Alba Volan Szekesfehervar | 8:15, 15:4, 15:11, 15:5         |
|            | Longa '59 Lichtenvoorde | 3:2   | Alba Volan Szekesfehervar |                                 |
| 03.11.1989 | Espanol Barcelona       | 1:3   | Geneve Elite              | 7:15, 15:11, 12:15, 10:15       |
| 12.11.1989 | Espanol Barcelona       | 0:3   | Geneve Elite              | 8:15, 7:15, 13:15               |
| 04.11.1989 | Bayern Lohhof           | 3:0   | Radnički Belgrad          |                                 |
| 05.11.1989 | Bayern Lohhof           | 3:1   | Radnički Belgrad          |                                 |
|            | Eger SE                 | 0:3   | Edilfornacial San Lazarro |                                 |
| 12.11.1989 | Eger SE                 | 1:3   | Edilfornacial San Lazarro | 6:15, 12:15, 15:9, 2:15         |
| 03.11.1989 | Universitatea Craiova   | 3:0   | Antonius Herentals        | 15:7, 15:8, 15:9                |
| 12.11.1989 | Universitatea Craiova   | 1:3   | Antonius Herentals        |                                 |
| 03.11.1989 | Olympiakos Nikozja      | 0:3   | Akademik Warna            | 0:15, 5:15, 4:15                |
| 10.11.1989 | Olympiakos Nikozja      | 0:3   | Akademik Warna            |                                 |
| 04.11.1989 | La Nausicaa Reggio Cal. | 3:2   | Rapid Bukareszt           | 15:13, 13:15, 9:15, 15:5, 15:10 |
| 11.11.1989 | La Nausicaa Reggio Cal. | 1:3   | Rapid Bukareszt           | 15:9, 9:15, 14:16, 12:15        |
| 08.11.1989 | Hapoel Emek Israil      | 0:3   | Slavia Praga              | 5:15, 4:15, 0:15                |
| 11.12.1989 | Hapoel Emek Israil      | 0:3   | Slavia Praga              |                                 |
| 05.11.1989 | Korvado Kortrijk        | 1:3   | 1. VC Schwerte            | 16:14, 4:15, 3:15, 8:15         |
| 12.11.1989 | Korvado Kortrijk        | 0:3   | 1. VC Schwerte            |                                 |
| 05.11.1989 | Akademik Sofia          | 3:0   | Zaon Kifissia Ateny       | 15:1, 15:5, 15:6                |
| 11.11.1989 | Akademik Sofia          | 3:0   | Zaon Kifissia Ateny       | 15:4, 15:2, 15:8                |
| 11.11.1989 | Sollentuna Volley       | 0:3   | ŁKS Łódź                  |                                 |
| 12.11.1989 | Sollentuna Volley       | 0:3   | ŁKS Łódź                  |                                 |
| 10.11.1989 | Stade Francais Paris    | 1:3   | Boavista Porto            |                                 |
| 12.11.1989 | Stade Francais Paris    | 3:1   | Boavista Porto            |                                 |
| 05.11.1989 | TSC Berlin              | 3:0   | Panathinaikos Ateny       |                                 |
|            | TSC Berlin              | :     | Panathinaikos Ateny       |                                 |
| 04.11.1989 | Güneş Sigorta Ankara    | 3:0   | Afelsa Seur Tenerife      |                                 |
| 11.11.1989 | Güneş Sigorta Ankara    | 3:1   | Afelsa Seur Tenerife      |                                 |

### 1/8 finału
| Data       | Drużyna 1                 | Wynik | Drużyna 2             | Sety                            |
| ---------- | ------------------------- | ----- | --------------------- | ------------------------------- |
| 03.12.1989 | Orbita Zaporoże           | 3:0   | Emlakbank Ankara      |                                 |
| 09.12.1989 | Orbita Zaporoże           | 3:2   | Emlakbank Ankara      |                                 |
| 02.12.1989 | Longa '59 Lichtenvoorde   | 3:1   | Geneve Elite          | 15, 15:3, 15:6, 15:8            |
| 09.12.1989 | Longa '59 Lichtenvoorde   | 3:0   | Geneve Elite          | 15:0, 15:5, 15:10               |
| 03.12.1989 | Edilfornacial San Lazarro | 0:3   | Bayern Lohhof         |                                 |
| 10.12.1989 | Edilfornacial San Lazarro | 3:1   | Bayern Lohhof         | 13:15, 15:6, 15:12, 15:5        |
| 02.12.1989 | Akademik Warna            | 1:3   | Universitatea Craiova | 8:15, 15:10, 7:15, 11:15        |
| 09.12.1989 | Akademik Warna            | 0:3   | Universitatea Craiova | 12:15, 4:15, 7:15               |
| 02.12.1989 | Slavia Praga              | 3:1   | Rapid Bukareszt       | 15:11, 15:4, 6:15, 15:5         |
| 09.12.1989 | Slavia Praga              | 0:3   | Rapid Bukareszt       | 8:15, 2:15, 10:15               |
| ::.12.1989 | Akademik Sofia            | 0:3   | 1. VC Schwerte        | 2:15, 8:15, 11:15               |
| 09.12.1989 | Akademik Sofia            | 2:3   | 1. VC Schwerte        | 15:11, 6:15, 15:9, 13:15, 13:15 |
| 09.12.1989 | ŁKS Łódź                  | 3:0   | Boavista Porto        |                                 |
| 10.12.1989 | ŁKS Łódź                  | 3:0   | Boavista Porto        |                                 |
| 03.12.1989 | Güneş Sigorta Ankara      | 1:3   | TSC Berlin            |                                 |
| 09.12.1989 | Güneş Sigorta Ankara      | 0:3   | TSC Berlin            |                                 |

### 1/4 finału
| Data       | Drużyna 1             | Wynik | Drużyna 2               | Sety                     |
| ---------- | --------------------- | ----- | ----------------------- | ------------------------ |
| 12.01.1990 | Orbita Zaporoże       | 3:0   | Longa '59 Lichtenvoorde | 15:6, 15:7, 15:2         |
| 18.01.1990 | Orbita Zaporoże       | 3:0   | Longa '59 Lichtenvoorde | 15:5, 15:5, 15:8         |
| 17.01.1990 | Universitatea Craiova | 3:2   | Bayern Lohhof           |                          |
| 24.01.1990 | Universitatea Craiova | 0:3   | Bayern Lohhof           |                          |
| 17.01.1990 | Rapid Bukareszt       | 3:0   | 1. VC Schwerte          |                          |
| 24.01.1990 | Rapid Bukareszt       | 1:3   | 1. VC Schwerte          |                          |
| 17.01.1990 | ŁKS Łódź              | 3:0   | TSC Berlin              |                          |
| 24.01.1990 | ŁKS Łódź              | 1:3   | TSC Berlin              | 9:15, 15:13, 4:15, 12:15 |

### Turniej finałowy
Izmir

#### Mecze o rozstawienie
| Data       | Drużyna 1       | Wynik | Drużyna 2       | Sety              |
| ---------- | --------------- | ----- | --------------- | ----------------- |
| 16.02.1990 | Bayern Lohhof   | 3:0   | ŁKS Łódź        | 15:6, 15:12, 15:5 |
| 16.02.1990 | Orbita Zaporoże | 3:0   | Rapid Bukareszt | 15:2, 15:6, 15:11 |

#### Półfinał
| Data       | Drużyna 1       | Wynik | Drużyna 2       | Sety |
| ---------- | --------------- | ----- | --------------- | ---- |
| 17.02.1990 | Bayern Lohhof   | 3:0   | Rapid Bukareszt |      |
| 17.02.1990 | Orbita Zaporoże | 3:0   | ŁKS Łódź        |      |

#### Mecz o 3. miejsce
| Data       | Drużyna 1       | Wynik | Drużyna 2 | Sety |
| ---------- | --------------- | ----- | --------- | ---- |
| 18.02.1990 | Rapid Bukareszt | 3:0   | ŁKS Łódź  |      |

#### Finał
| Data       | Drużyna 1       | Wynik | Drużyna 2     | Sety |
| ---------- | --------------- | ----- | ------------- | ---- |
| 18.02.1990 | Orbita Zaporoże | 3:1   | Bayern Lohhof |      |

## Klasyfikacja końcowa
| Miejsce | Drużyna         |
| ------- | --------------- |
| złoto   | Orbita Zaporoże |
| srebro  | Bayern Lohhof   |
| brąz    | Rapid Bukareszt |
| 4.      | ŁKS Łódź        |